# خاتون‌آباد (عنبرآباد)
خاتون‌آباد، روستایی از توابع بخش مرکزی شهرستان عنبرآباد در استان کرمان ایران است

## جمعیت
این روستا در دهستان علی‌آباد قرار دارد و براساس سرشماری مرکز آمار ایران در سال ۱۳۸۵، جمعیت آن ۱٬۵۴۲ نفر (۲۳۰ خانوار) و بر اساس سرشماری مرکز آمار ایران در سال ۱۳۹۵، جمعیت آن ۸۸۲ نفر (۲۳۰ خانوار) بوده‌است.  